# José Díaz Ramos
Pour les articles homonymes, voir José Díaz et Díaz.
José Díaz Ramos, né le 3 mai 1895 à Séville et mort le 19 mars 1942 à Tbilissi, est un homme politique espagnol, membre du Parti communiste d'Espagne. 

## Biographie
Boulanger de profession, il commence sa carrière politique en 1917 en dirigeant une grève des ouvriers du pain. Après l'installation de la dictature de Primo de Rivera, il poursuit le travail syndical dans la clandestinité. Il appartient en effet à la Confédération nationale du travail (CNT), syndicat anarcho-syndicaliste, qui subit la répression du régime. En 1927, il devient membre du Parti communiste qu'il parvient à faire bénéficier des déceptions des secteurs les plus radicaux ainsi que de la rivalité entre l’UGT et la CNT.
Lors du IVe congrès du PCE, tenu à Séville en mars 1932, il est élu au Comité central ; en septembre, il devient secrétaire général après l'éviction de José Bullejos et de son équipe.
Durant la guerre civile, José Díaz consacre toute son activité au parti, sans occuper de fonction officielle dans la République espagnole, dominé qu'il est par l’idée de la priorité absolue de la victoire militaire.
Mais, en décembre 1938, la dégradation de sa santé l’amène à se rendre en Union soviétique, où il est opéré d’un cancer de l’estomac. Il travaille à Moscou comme membre du secrétariat du Komintern ; lorsque survient l’invasion allemande de juin 1941, il séjourne dans diverses localités avant de se fixer à Tbilissi, capitale de la République socialiste soviétique de Géorgie. Dans une crise de douleur, il se suicide en sautant par la fenêtre de sa chambre d’hôtel. 
Il y a longtemps eu des spéculations sur une possibilité d'assassinat, en raison de ses divergences avec Staline ; cette hypothèse a été démentie lors de la déclassification, dans les années 1990, des documents des services secrets soviétiques . 
Ses restes sont rapatriés par le PCE à Séville, où une cérémonie d'hommage a lieu le 30 avril 2005.

## Sources
- (es) Cet article est partiellement ou en totalité issu de l’article de Wikipédia en espagnol intitulé « José Díaz » (voir la liste des auteurs)  dans sa version du 26 novembre 2007